# Jean Vanden Eeckhoudt

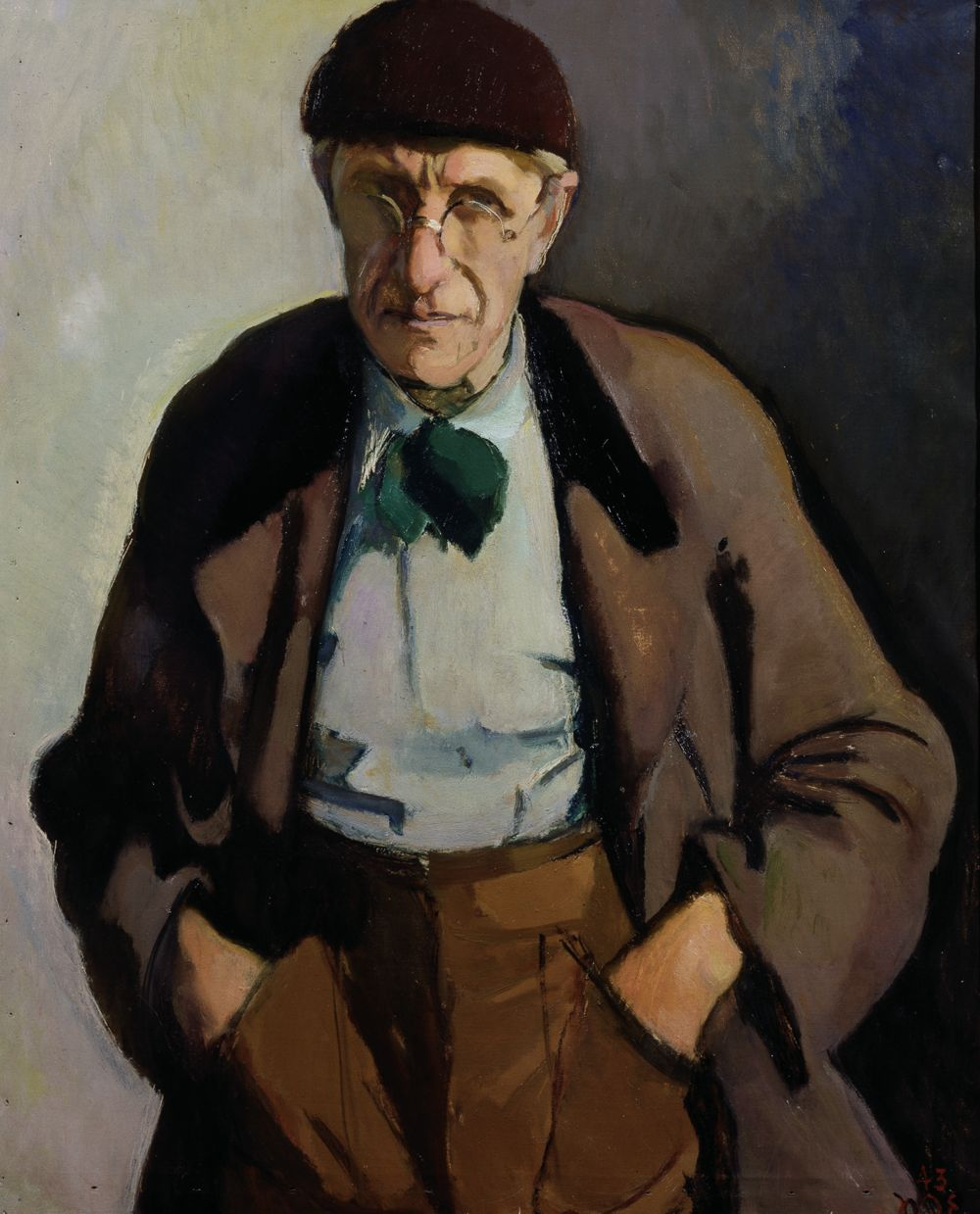
Zelfportret

Jean Vanden Eeckhoudt (Brussel, 15 juli 1875 – Bourgeois (Rixensart), 28 september 1946), zelf genaamd "Vanden" was een Belgisch pastellist en kunstschilder.
De schilder richtte zich op stadsgezichten, stillevens, portretten, landschappen en genrevoorstellingen.

## Levensloop
Vanden Eeckhoudt werd geboren in Brussel als de kleinzoon van kunstschilder François Verheyden en neef van kunstschilder Isidore Verheyden.
Hij was werkzaam in Parijs (1890-1902), Oudenburg (1895), Zuid-Frankrijk (omstreeks 1905), Brussel (1919-1925) en Roquebrune-Cap-Martin (1925).
Vanden Eeckhoudt begon in 1905 te exposeren met de toonaangevende Belgische schilders (Emile Claus, James Ensor, Fernand Khnopff ...) in Nationale Tentoonstelling van Schone Kunsten in Oostende.
Zijn stijl ontwikkelde zich van postimpressionisme naar fauvisme, voordat hij terugkeerde naar realisme.
Vanden Eeckhoudt is vader van kunstschilderes Zoum Walter.  Beide waren groote vrienden van de schrijver André Gide, zoals beschreven in haar boek Pour Sylvie.

## Musea
- Koninklijk Museum voor Schone Kunsten Antwerpen

- Gemeinsame Normdatei: 119296012
- International Standard Name Identifier: 0000 0000 6678 9105
- Nederlandse Thesaurus van Auteursnamen: 070465177
- RKD-Nederlands Instituut voor Kunstgeschiedenis: 79210
- Istituto Centrale per il Catalogo Unico: NAPV070323
- Système universitaire de documentation: 120796430
- Union List of Artist Names: 500088548
- Virtual International Authority File: 74659993
- WorldCat: E39PBJgmPTfxCQYFFpbmckK8G3

1. ↑  Vandenberghe, Marie-Françoise, Maria Van Rysselberghe (1866-1959). Arts et Lettres, Blogs (7 januari 2012). Geraadpleegd op 17 april 2025.
2. ↑  Walter, Zoum, Pour Sylvie. Jacques Antoine Uitgever nummer N° 1149-43 (1 januari 1975).